# Juan Carlos Higuero

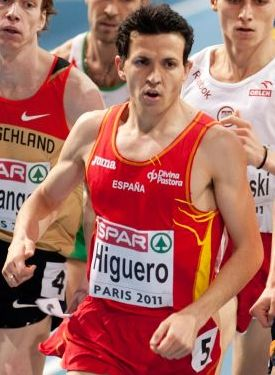
Juan Carlos Higuero bei den Leichtathletik-Halleneuropameisterschaften 2011 in Paris

Juan Carlos Higuero (* 3. August 1978 in Aranda de Duero, Provinz Burgos) ist ein spanischer Mittel- und Langstreckenläufer.
Der Olympiaachte von Sydney 2000 im 1500-Meter-Lauf stand auch bei Weltmeisterschaften regelmäßig im Finale. In der Halle wurde er Neunter 2001 in Lissabon und Achter 2003 in Birmingham, im Freien wurde er Elfter 2003 in Paris und Sechster 2005 in Helsinki.
Seine Medaillen gewann Higuero bei Europameisterschaften. In der Halle gewann er Silber 2002 und 2005. Bei den Europameisterschaften 2006 gewann er Bronze. Am letzten Tag der Europameisterschaften startete er dann erstmals auch im 5000-Meter-Lauf und holte erneut Bronze.
Gold gewann er 2007 bei den Halleneuropameisterschaften in Birmingham über 1500 Meter vor seinen Landsleuten Sergio Gallardo und Arturo Casado. Bei den Hallenweltmeisterschaften 2008 in Valencia gewann er mit Bronze über 1500 Meter die einzige Medaille für die Gastgeber.
Im März 2013 gewann er bei den Leichtathletik-Halleneuropameisterschaften 2013 im schwedischen Göteborg die Silbermedaille im 3000-Meter-Lauf.
Bei einer Körpergröße von 1,80 m beträgt sein Wettkampfgewicht 60 kg.

## Bestzeiten
Stand: Juli 2008
- 800 Meter: 1:45,87 min, 21. Juli 2007, Madrid
- 1500 Meter: 3:31,57 min, 14. Juli 2006, Rom
- Meile: 3:52,49 min, 12. Juli 2002, Rom
- 3000 Meter: 7:43,97 min, 31. Mai 2008, Saragossa
- 5000 Meter: 13:22,68 min, 13. Juni 2008, Huelva